# Машаровський Андрій Вікторович
Андрій Вікторович Машаровський (рос. Андрей Викторович Машаровский; 20 вересня 1986, Рождественка, РРФСР — 5 лютого 2023, Україна) — російський військовик, рядовий ЗС РФ. Герой Російської Федерації.

## Біографія
Здобув середню освіту і пройшов строкову службу в армії, після чого працював на різних роботах, в тому числі трактористом-комбайнером. У вересні 2022 року призваний в ЗС РФ. З 1 лютого 2023 року брав участь у вторгненні в Україну, стрілець мотострілецького взовду мотострілецької роти мотострілецького батальйону 57-ї окремої мотострілецької бригади. Загинув у бою. 

## Нагороди
- Звання «Герой Російської Федерації» (23 травня 2023, посмертно) — «за мужність і героїзм, проявлені під час виконання військового обов'язку.» 18 січня 2024 року медаль «Золота зірка» була вручена рідним Машаровського губернатором Приморського краю Олегом Кожем'яко.